# Deny & Dino
Deny e Dino foi uma dupla musical brasileira formada inicialmente pelos cantores e compositores José Rodrigues da Silva, o Deny (Santos, 1944) e Décio Scarpelli, o Dino (Santos, 1942 – São Paulo 1994)

## Histórico
A dupla se conheceu em Santos, em 1956, e no final da década de 1950 formavam "Os Boas Pintas", que cantava nas rádios e boates. Nos anos 60, convidados para participar dos programas de televisão de Hugo Santana, adotaram os cognomes de Deny e Dino, e na época gravaram o primeiro compacto, para a Odeon, em 1966, com a música Coruja (da dupla), que obteve grande sucesso. Participantes do programa Jovem Guarda, da TV Record, em São Paulo, lançaram várias composições, como “Eu não me importo”, “Lição de moral”, “O estranho homem do disco voador”, incluídas todas no LP Coruja, que vendeu mais de dois milhões de cópias, um feito inacreditável para a época.
Em 1969 a dupla gravou o LP Deny e Dino, também pela Odeon. Outros sucessos foram: O maior golpe do mundo (Continental, 1975), com música-título de Marcos Lago e Dino Rossi, e Cantem comigo (Top Tape, 1973).
A dupla gravou mais de 30 compactos e 10 LPs e participou de muitos programas de televisão da década de 1960. Assunto obrigatório em jornais e revistas, a dupla esteve com muitas outras músicas nas paradas de sucesso da época e ganhou vários discos de ouro e troféus como os famosos Chico Viola e Roquette-Pinto.
Suas músicas também foram tocadas em todos os países da América Latina.
Após a morte de Dino, em 1994, Deny continuou carreira com outro parceiro, Elliot de Souza Reis, que desde 1996 manteve o cognome Dino, e gravou o CD Essencial (selo Acervo, 1995), com regravações de antigos sucessos ao lado de músicas novas. Deny participou também de shows comemorativos dos 30 anos da Jovem Guarda e passou a apresentar programas de rádio dedicados ao rock das décadas de 1950 e 1960.
Atualmente Deny mora no bairro do Jardim Suarão, na Baixada Santista.